# Zjanna Friske
Zjanna Vladimirovna Friske (Жанна Влади́мировна Фриске, Moskou, 8 juli 1974 - Balasjicha, 15 juni 2015) was een Russische zangeres. Van 1996 tot 2003 maakte Friske deel uit van de meidengroep Blestjasjtsjie.

## Biografie
Zjanna Friske werd als Zjanna Kopylova geboren in Moskou, in de toenmalige Sovjet-Unie. Ze deel al op jonge leeftijd aan gymnastiek, acrobatiek en ging naar de dansschool. Na haar school ging ze naar Universiteit voor Humanistiek in Moskou, waar ze de opleiding Journalistiek niet afmaakte. Daarna ging ze aan het werk bij een meubelverkoopzaak.
In 1996 kwam ze terecht bij de groep Blestjasjtsjie, waarvan ze artistiek directeur en choreografe werd. Daarna ging ook aan de slag als vocaliste binnen de groep. Samen met Blestjasjtsjie maakte vier albums. Ze verliet de groep in 2003 om een solocarrière te beginnen.
Friske's eerste single La la la kwam in 2004 uit. Daarop volgde haar debuutalbum Zjanna in 2005. Friske deed mee aan de Russische versie van Expeditie Robinson in zowel 2004 als 2005. In beide seizoenen werd ze tweede. Friske speelde Alisia Donnikova in de film Night Watch en het vervolg daarop, Daywatch.
In 2012 ging Friske samenwonen met presentator Dmitri Sjepelev. Met hem kreeg ze een zoon in 2013. Kort daarna werd bekendgemaakt dat Friske leed aan kanker. De ziekte vorderde en Friske overleed op 15 juni 2015 op 40-jarige leeftijd.

## Discografie

### Albums

#### Albums met Blestjasjtsjie
- Prosto metsjty (1998)
- O ljoebvi (2000)
- Za tsjetyre morja(2002)
- Apelsinovi raj (2003)

#### Solo-albums
- Zjanna (2005)

### Singles
- La la la (2004)
- Gde-to letom (2005)
- Mama Maria (2006)
- Malinki (2006, met Diskoteka Avaria)
- Ja byla (2007)
- Zjanna Friske (2008)
- American (2009)
- Pontofino (2009)
- Western (2009, met Tanja Teresjina)
- Pilot (2011)
- Ty rjadom (2011)
- Navsegda (2012)

- International Standard Name Identifier: 0000 0003 7296 6253
- Library of Congress Control Number: nb2017008489
- Nationale Bibliotheek van Letland: 000217236
- MusicBrainz: 215d5d02-c70f-42ee-a370-f8e888c3f546
- Virtual International Authority File: 316879657
- WorldCat: E39PBJxWRTRdqXD7t6hDpK9v73